# ケイティ・ペリー
キャサリン・エリザベス・ハドソン（Katheryn Elizabeth Hudson、1984年10月25日 - ）は、ケイティ・ペリー（Katy Perry）の芸名で知られるアメリカ合衆国の歌手、ソングライター。

## 来歴
カリフォルニア州サンタバーバラでキャサリン・エリザベス・ハドソンとして生まれた。両親はペンテコステ派の牧師であり、2番目の子どもとして生まれ、姉と弟がいる。子どもの頃はサンタバーバラのレクリエーションホールでダンスを学び、プロのダンサーに指導を受けてスウィング、リンディーホップ、ジルバを学ぶ。15歳の時にロックバンド・クイーンの「キラー・クイーン」を聴き、音楽の道へ進むことを決意した。
少女時代に教会で歌唱を重ね、10代でゴスペル音楽のキャリアへ進む。レッドヒル・レコードと契約し、2001年に本名のケイティ・ハドソン名義でデビュースタジオ・アルバム『ケイティ・ハドソン』を発売したが、商業的には成功しなかった。17歳の時にロサンゼルスに移り、レッドヒルの事業撤退に伴って世俗音楽に挑戦した。しかし、二度にわたってアルバム発売の白紙化を経験する。その後、音楽プロデューサーのグレン・バラード、ドクター・ルーク、マックス・マーティンと仕事を始め、芸名をケイティ・ペリーに改めたのち、2007年4月にキャピトル・レコードとレコード契約を結んだ。
2008年にポップ・ロック要素を持つ2枚目のアルバム『ワン・オブ・ザ・ボーイズ』を発売し、世界中で700万枚を売り上げて知名度を上げる。このアルバムには、サッポー風なテーマで論争を巻き起こしたシングル「キス・ア・ガール」や「ホット & コールド」が収録されている。2010年にはディスコ要素を含む3枚目のアルバム『ティーンエイジ・ドリーム』を発売し、シングルカットされた「カリフォルニア・ガールズ」「ティーンエイジ・ドリーム」「ファイアーワーク」「E.T.」「ラスト・フライデイ・ナイト (T.G.I.F.)」はBillboard Hot 100で首位を獲得した。1枚のアルバムから5曲のシングルが全米1位を飾ったのはマイケル・ジャクソンの『バッド』以来で、女性アーティストとしては初の快挙となった。

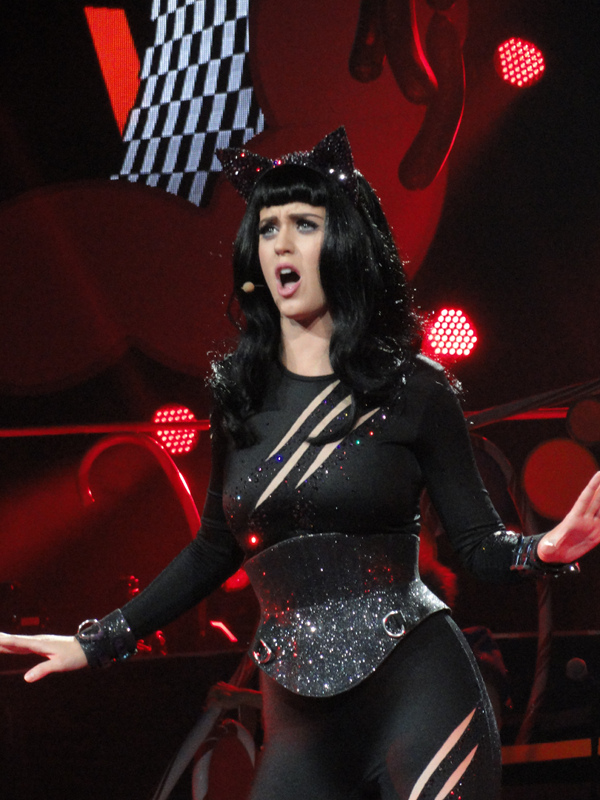
2011年

2012年3月、再発盤『ティーンエイジ・ドリーム〜コンプリート・コンフェクション〜』を発売し、「パート・オブ・ミー」と「ワイド・アウェイク」の2曲を発表する。
2013年、ポップとダンスの影響を受けた4枚目のアルバム『プリズム』を発売した。このアルバムに収録された「ロアー〜最強ガール宣言!」と「ダーク・ホースfeat.ジューシー・J」のミュージックビデオはVEVOでそれぞれ10億回再生を超え、ペリーは複数のミュージックビデオが10億回以上再生された史上初のアーティストとなった。
2015年2月には第49回スーパーボウルのハーフタイムショーでパフォーマンスを披露し、ハーフタイムショー史上最多の視聴者数（1億1,850万人）を獲得する。
2017年に5枚目のアルバム『ウィットネス』を発売し、全米初登場1位を記録した。
2018年3月、ABCネットワークで復活したオーディション番組『アメリカン・アイドル』の審査員に就任する。
2020年8月には6枚目のアルバム『スマイル』を発売し、賛否両論を浴びながらも全米初登場5位を記録した。
2021年1月、ジョー・バイデン大統領就任式のコンサートで「ファイアーワーク」を歌唱し、その4か月後には『ポケットモンスター』とコラボレーションしたシングル「エレクトリック」を発売した。同年12月にはリゾート・ワールド・ラスベガスで常設公演『プレイ』を開幕し、様々なメディアや批評家から高い評価を受ける。
2023年5月にウィンザー城で行われたチャールズ3世戴冠式の祝賀コンサートでは「ロアー〜最強ガール宣言!」を歌った。
2023年9月、自身の楽曲の著作権を推定2億2500万ドルでリトマス・ミュージックに売却した。
2024年2月、『アメリカン・アイドル』の審査員を次期シーズンで勇退することを発表するとともに、新曲の発表を示唆する。新アルバム収録予定曲のうち3曲を先行リリースしたのち、同年9月に7枚目のアルバム『143』を発売したが、アルバムは批評家から酷評を受けることになった。同年12月には新たに4曲を追加した再発盤『1432』を発売し、2025年4月からはアルバムのプロモーションツアー『The Lifetimes Tour』を世界各地で公演している。

## 人物

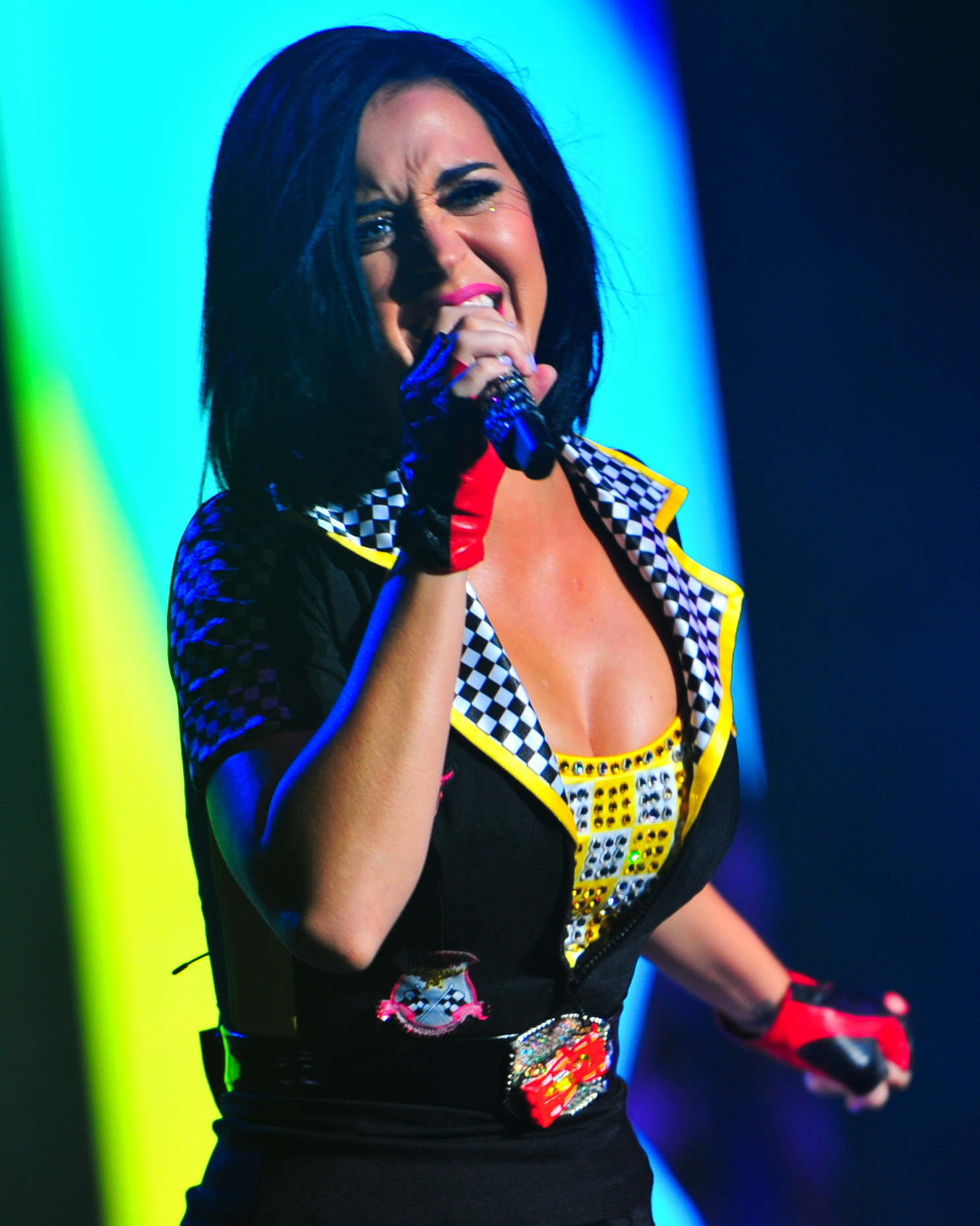
2012年

2006年にアメリカのバンド「ジム・クラス・ヒーローズ」の楽曲「Cupid's Chokehold」のミュージック・ビデオに出演したことをきっかけに、翌年より同バンドのヴォーカリスト、トラヴィー・マッコイと交際を開始する。かなり親密な関係にまで発展したが、2008年12月に破局した。
2009年からはイギリスのコメディアン、ラッセル・ブランドと交際。FENDIのショーにツーショットで現れるなどし、MTVヨーロッパ・ビデオ・ミュージックアワードの司会を務めた際には、ラッセルが大ファンであるウェストハム・ユナイテッドFCのチームカラーに「RUSTY」という名前が入った衣装を披露する。2010年1月に婚約を発表し、同年10月23日にインドで結婚した。ブランドがイギリス人であることから、イギリス国籍も取得するつもりだったという。2011年12月に裁判所に離婚調停を申し込み、2012年2月に正式に離婚した。
その後はジョン・メイヤーとの交際を経て、2016年1月にゴールデン・グローブ賞授賞式の関連パーティーで出会ったのをきっかけにオーランド・ブルームと交際を開始する。2017年3月に双方の代理人より破局が発表されたが、2018年9月にモナコで開催されたチャリティガラ「グローバルオーシャン」にともに出席して2人でレッドカーペットを歩き、復縁したことを公表した。
2019年2月15日、自身のInstagramに花をかたどった婚約指輪とブルームとのツーショット写真をアップし、ブルームとの婚約を発表した。3月5日、新曲「ネヴァー・ウォーン・ホワイト」の発売に合わせて公開したミュージックビデオの中で妊娠を明らかにする。8月26日に女の子を出産し、デイジー・ダヴ・ブルーム（Daisy Dove Bloom）と名付けた。
Twitterフォロワー数は1億870万人を超えており、バラク・オバマ、イーロン・マスク、ジャスティン・ビーバーに次ぎ4位である。
2025年4月14日、ブルー・オリジンによる女性のみの宇宙飛行に参加し、地球に無事帰還した。カプセルから降りると地面にキスをし、「この体験を通じて自分の中にどれだけの愛があるか、自分がどれだけ愛されているかを、打ち上げの日を迎えて初めて知った」と述べた。同乗していたテレビ司会者のゲイル・キングによると、飛行中はルイ・アームストロングの「この素晴らしき世界」を口ずさんだという。

### 交友関係
マドンナと交流があり、マドンナがケイティの「ユア・ソー・ゲイ」をラジオで紹介したことがケイティの知名度を上げるきっかけとなった。ケイティはマドンナについて「全ての女性アーティストはマドンナにありがとうと言い続けるべきだわ」として、「私が40歳を超えても音楽をやっていられるのはマドンナのおかげ」と2024年のインタビューで称賛している。ケイティはマドンナの「ビッチ・アイム・マドンナ」のビデオに特別出演するなどしている。

## パブリックイメージ
ペリーはセックスシンボルと見なされている。『GQ』は彼女を「完全に男性のファンタジー」と書いているのに対し、『ELLE』は彼女の体を「まるで10代の少年が描くような」ものだと表現している。『ヴァイス』は「まじめなポップスター/女性/セックスシンボル」と表現した。ペリーは2010年に『マクシム』のホット100の1位に「世界で最も美しい女性」として選ばれ、『メンズ・ヘルス』には「2013年の最もセクシーな女性」に選ばれた。2010年11月、ペリーは『ハーパーズ バザー』に対して「自分自身の姿を誇り思い、満足している」と話した。

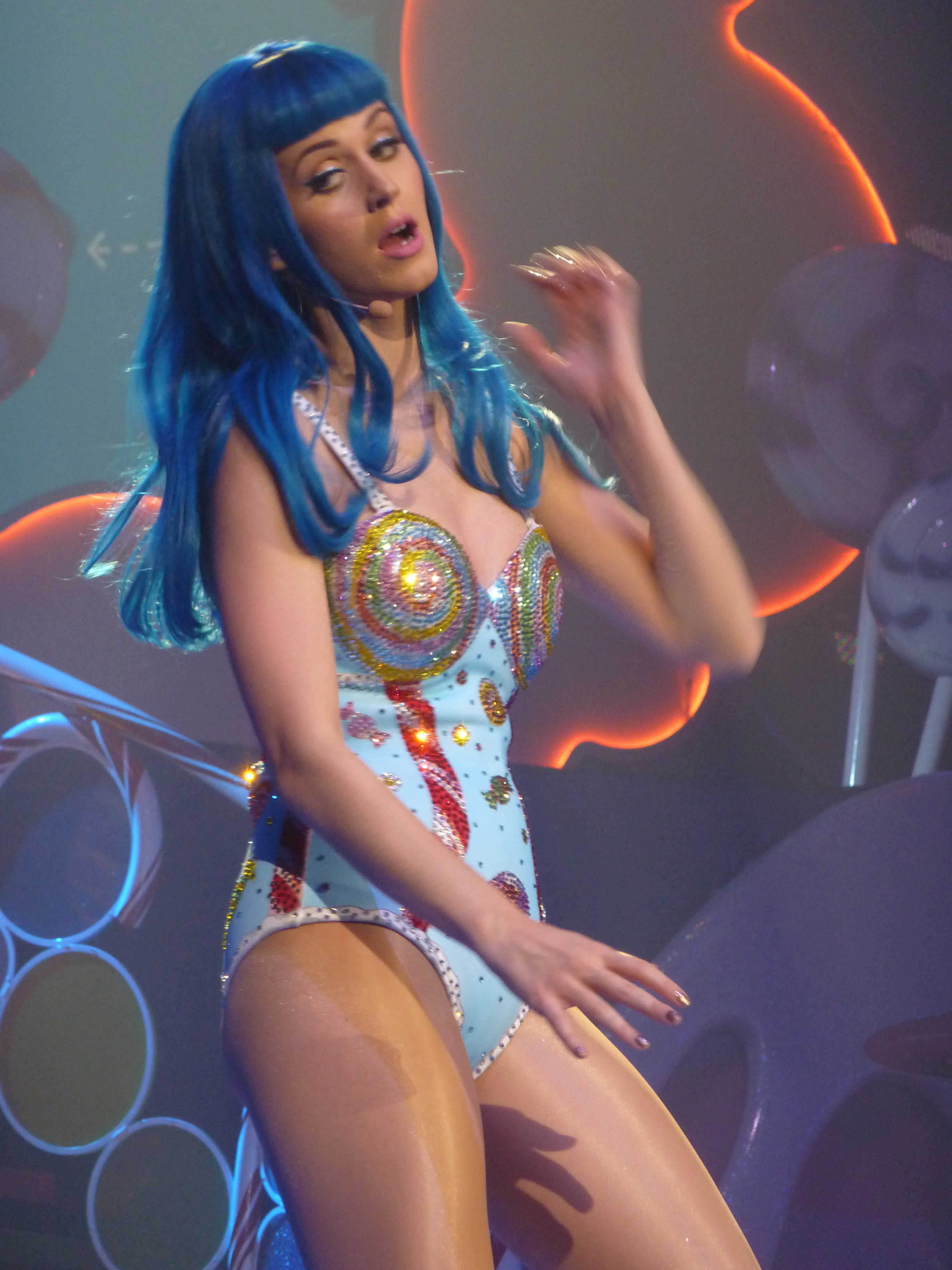
2011年

ペリーのファッションには、ユーモア、鮮やかな色、食品関連のテーマ、例えばペインティング・スパーティング・ドレスなどが組み込まれている。『ヴォーグ』は彼女を「どんな分野でも凶悪なものや極端なものから恥ずかしがるようなことは決してない」と書く一方で、『グラマー』は彼女を「クアークの女王（queen of quirk）」と名付けた。2009年2月、ペリーは『Seventeen』に、自分のスタイルを「色々なものを組み合わせたもの」であると語り、彼女自身が自らの服にユーモアを盛り込んだと述べた。彼女はファッションのために自分自身を「多重人格」と表現している。ペリーは、グウェン・ステファニー、シャーリー・マンソン、クロエ・セヴィニー、ダフネ・ギネス、ナタリー・ポートマン、架空の人物ロリータをスタイル・アイコンとして挙げている。
ソーシャルメディアにおいては、2013年11月にジャスティン・ビーバーのTwitterフォロワー数を上回った。2015年には、Twitterフォロワー数が最も多い人物としてギネス世界記録に認定された。2017年6月にフォロワー数が1億人を突破した。『フォーブス』の著述家ドロシー・ポメランツは、ペリーのソーシャルメディアの使用法を称賛し、「ペリーはTwitterをうまく使い、ファンと話したり、面白い写真やビデオをペリーが最高の友達だと感じるように共有している」とコメントした。『Billboard』のキース・コーフィールドは、ペリーが「彼女の魅力的なケイティキャッツ（ファンダムの名前）との間で絶大な人気を誇っているが、同じ目線でのやり取りをする稀な有名人」と述べている。
2011年に4,400万ドルの収益を上げ、経済誌『フォーブス』による「最も稼いでいる音楽界の女性」リストの3位に就いた。2012年には4,500万ドルで5位にランクインした。2013年に3,900万ドルで7位、2014年は2,500万ドルで5位に就いた。2015年は1億3500万ドルで、「最も稼いでいる音楽界の女性」リストと「世界で最も稼いでいるミュージシャン」ランキングの1位になり、2015年で最も有名な女性有名人として「フォーブス・セレブリティ100」の3位に入った。この雑誌は、2016年のペリーの純資産が1億2500万ドル、収入は4,100万ドルだと推定し、「音楽界で最も高収入な女性」リストの6位に選んでいる。
またペリーは4つのギネス世界記録の他に多くの賞を獲得しており、ブリット・アワードやジュノー賞を受賞している。そして、経済誌『フォーブス』による「最も稼ぐ音楽界の女性」リストに含まれている。ペリーは世界で最も商業的に成功している音楽アーティストの1人である。
映画では、2012年に自叙伝ドキュメンタリー『ケイティ・ペリーのパート・オブ・ミー』に出演したほか、2011年にスマーフェット役で『スマーフ』、2013年にもその続編『スマーフ2 アイドル救出大作戦!』に声優として出演している。2016年には『ズーランダー NO.2』に本人役で出演した。2024年には『Peppa's Cinema Party』に声優として参加し、私生活のパートナーであるオーランド・ブルームと共演している。

## 騒動
2018年3月、審査員として出演する『アメリカン・アイドル』において、これまで女性とキスをしたことがないという男性出場者に自分の顔を差し出し、右の頬にキスするよう促した。頬をキスされたのち「音がしなかった」と言って再びキスを要求し、男性が顔を近付けた瞬間、前を向いて不意打ちで唇にキスをした。これについて「セクシャル・ハラスメントではないか」との非難の声が上がったが、男性はインタビューに応じ「セクハラだとは思わない」とした上で「これまでに女性とキスしたことはなかったし、想定していないことだったので、ほんのちょっと気まずかった」と語った。

## 社会活動

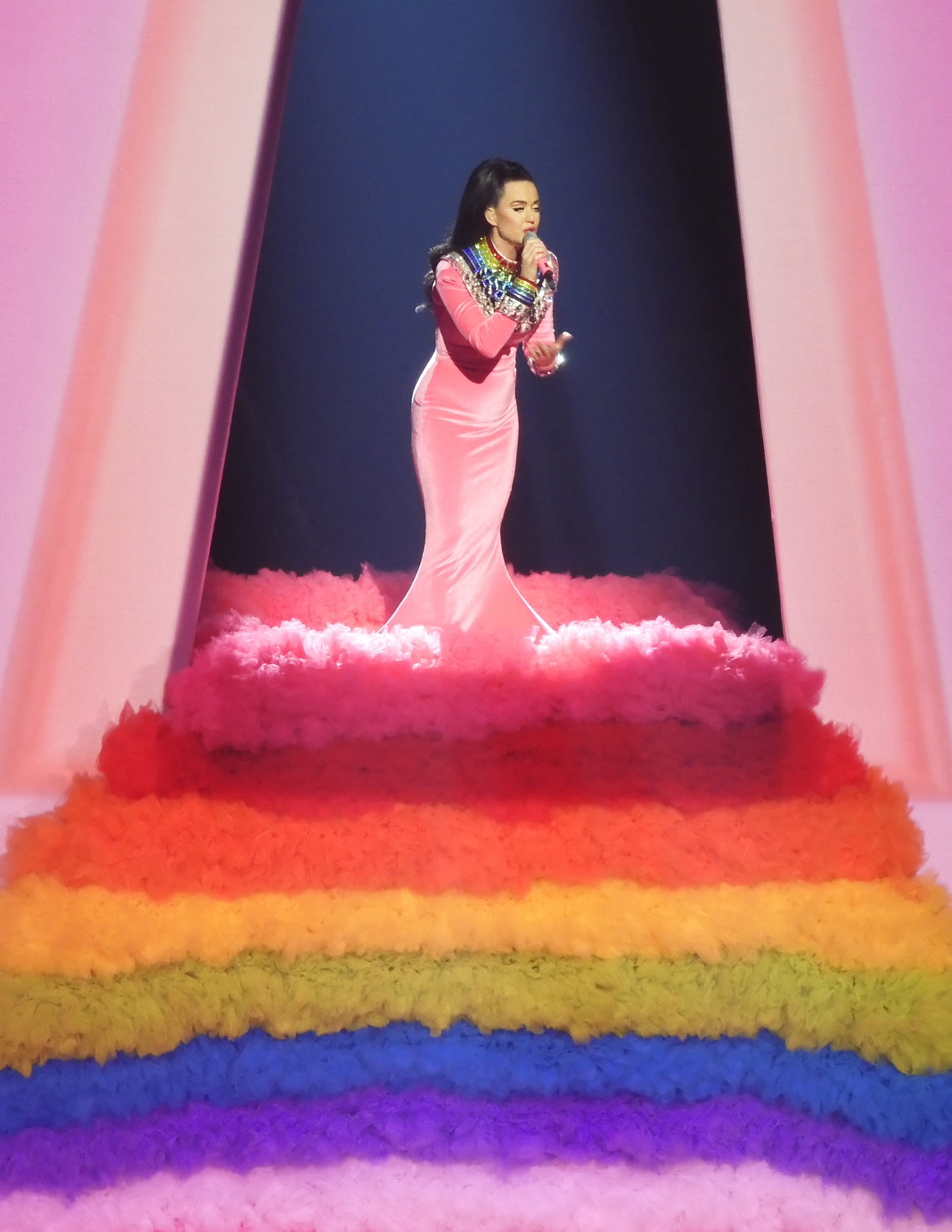
2021年

2013年4月から国際連合児童基金（ユニセフ）の活動に参加し、マダガスカルの子どもたちの教育や栄養支援に携わる。同年12月には「世界で最も弱い立場にある子どもや青少年への支援活動に若者を参加させること」を任務としてユニセフ親善大使に任命された。自身のツアー収入の一部をユニセフに寄付し、メリーランド州ボルチモアでの青少年シェルターの設計と建設にも尽力した。2016年5月にはユニセフと協力してベトナムの保育環境の向上に取り組み、同年12月にユニセフからオードリー・ヘプバーン友愛賞を授与されている。
LGBTの権利保護を公に訴えている。2008年に発表した「キス・ア・ガール」がバイセクシュアルとしての自らの経験を題材にした楽曲であることを認めているほか、2010年に発表した「ファイアーワーク」をLGBT当事者のための自殺防止プロジェクト「イット・ゲッツ・ベター」に捧げている。2012年にはLGBTの権利平等を改めて希望し、同性結婚の法制化を訴えた。2013年にラジオ番組でオーストラリア自由党党首のトニー・アボットと共演した際には、アボットが同性結婚の法制化に反対していることから、「あなたのことを人間としては愛しているが、私の一票を託すことはできない」と公然と批判した。
2017年、LGBTQの権利平等を主張するために影響力とプラットフォームを活用したことが評価され、ヒューマン・ライツ・キャンペーンから「国民の平等賞」を授与された。受賞スピーチでは自身が性的指向を受け入れた経緯などについて話し、LGBTQコミュニティに感謝の意を表した。

## ディスコグラフィ

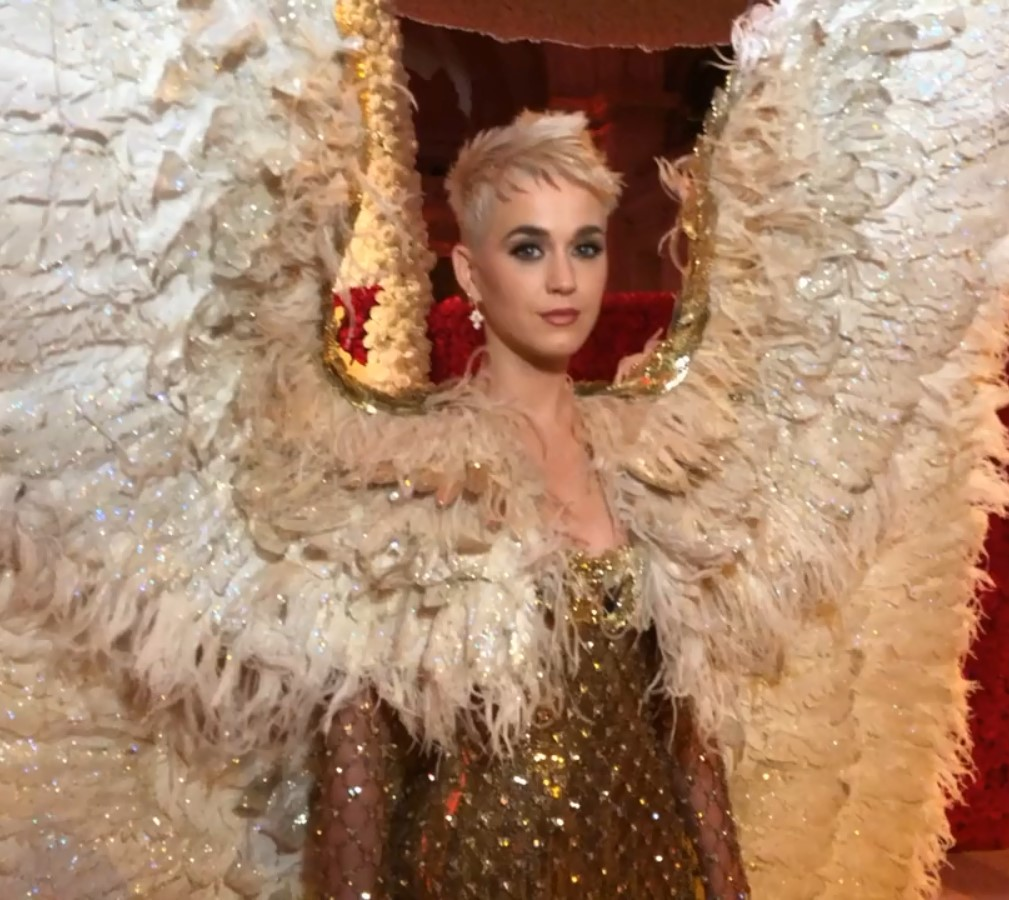
2018年

### アルバム
- ケイティ・ハドソン（英語版） Katy Hudson （2001年）
- ワン・オブ・ザ・ボーイズ（英語版） One of the Boys （2008年）
- ティーンエイジ・ドリーム Teenage Dream （2010年）
- プリズム Prism （2013年）
- ウィットネス Witness （2017年）
- スマイル Smile （2020年）
- 143（英語版） 143 （2024年）

## 受賞
- 2008年 MTVヨーロッパ・ミュージック・アワード 最優秀新人賞
- 2009年 ブリット・アワード 最優秀インターナショナル女性アーティスト賞
- 2009年 ピープルズ・チョイス・アワード Favorite Pop Song（「キス・ア・ガール」）
- 2009年 MTV Video Music Awards Japan 最優秀ポップビデオ賞（「キス・ア・ガール」）
- 2010年 MTVヨーロッパ・ミュージック・アワード 最優秀ビデオ賞（「カリフォルニア・ガールズ」）
- 2010年 キッズ・チョイス・アワード Fave Song（「カリフォルニア・ガールズ」）
- 2011年 ピープルズ・チョイス・アワード Favorite Female Artist, Favorite Internet Sensation
- 2011年 MTV Video Music Awards 最優秀ビデオ賞（「ファイヤーワーク」）
- 2011年 MTV Video Music Awards 最優秀コラボレーション賞（「E.T.」）
- 2011年 MTV Video Music Awards 最優秀特殊効果賞（「E.T.」）
- 2012年 MTV Video Music Awards 最優秀芸術監督賞（「ワイド・アウェイク」）
- 2012年 キッズ・チョイス・アワード フェイバリットアニメーション映画女性声優賞（『スマーフ』）
- 2012年 ピープルズ・チョイス・アワード フェイバリット女性アーティスト賞
- 2012年 ピープルズ・チョイス・アワード Favorite Tour Headliner
- 2012年 ピープルズ・チョイス・アワード フェイバリット楽曲賞（「E.T.」）
- 2012年 ピープルズ・チョイス・アワード フェイバリットミュージックビデオ賞（「ラスト・フライデイ・ナイト」）
- 2012年 ピープルズ・チョイス・アワード フェイバリットテレビドラマゲスト俳優賞（『ママと恋に落ちるまで』）
- 2013年 MTVヨーロッパ・ミュージック・アワード 最優秀女性アーティスト賞
- 2013年 キッズ・チョイス・アワード フェイバリット女性歌手賞
- 2014年 MTVヨーロッパ・ミュージック・アワード 最優秀ルック賞
- 2014年 MTVヨーロッパ・ミュージック・アワード 最優秀ビデオ賞（「ダーク・ホース feat.ジューシー・J」）
- 2014年 MTV Video Music Awards 最優秀女性ビデオ賞（「ダーク・ホース feat.ジューシー・J」）
- 2016年 国際連合児童基金（ユニセフ） オードリー・ヘプバーン友愛賞
- 2017年 ヒューマン・ライツ・キャンペーン 国民の平等賞
- 2017年 MTV Video Music Awards Japan 最優秀女性ビデオ賞（「ボナペティ」）
- 2024年 MTV Video Music Awards マイケル・ジャクソン・ビデオ・ヴァンガード賞
- 2024年 MTV Video Music Awards VMAs・アイコニック・パフォーマンス（「ロアー〜最強ガール宣言!」）

## 出演

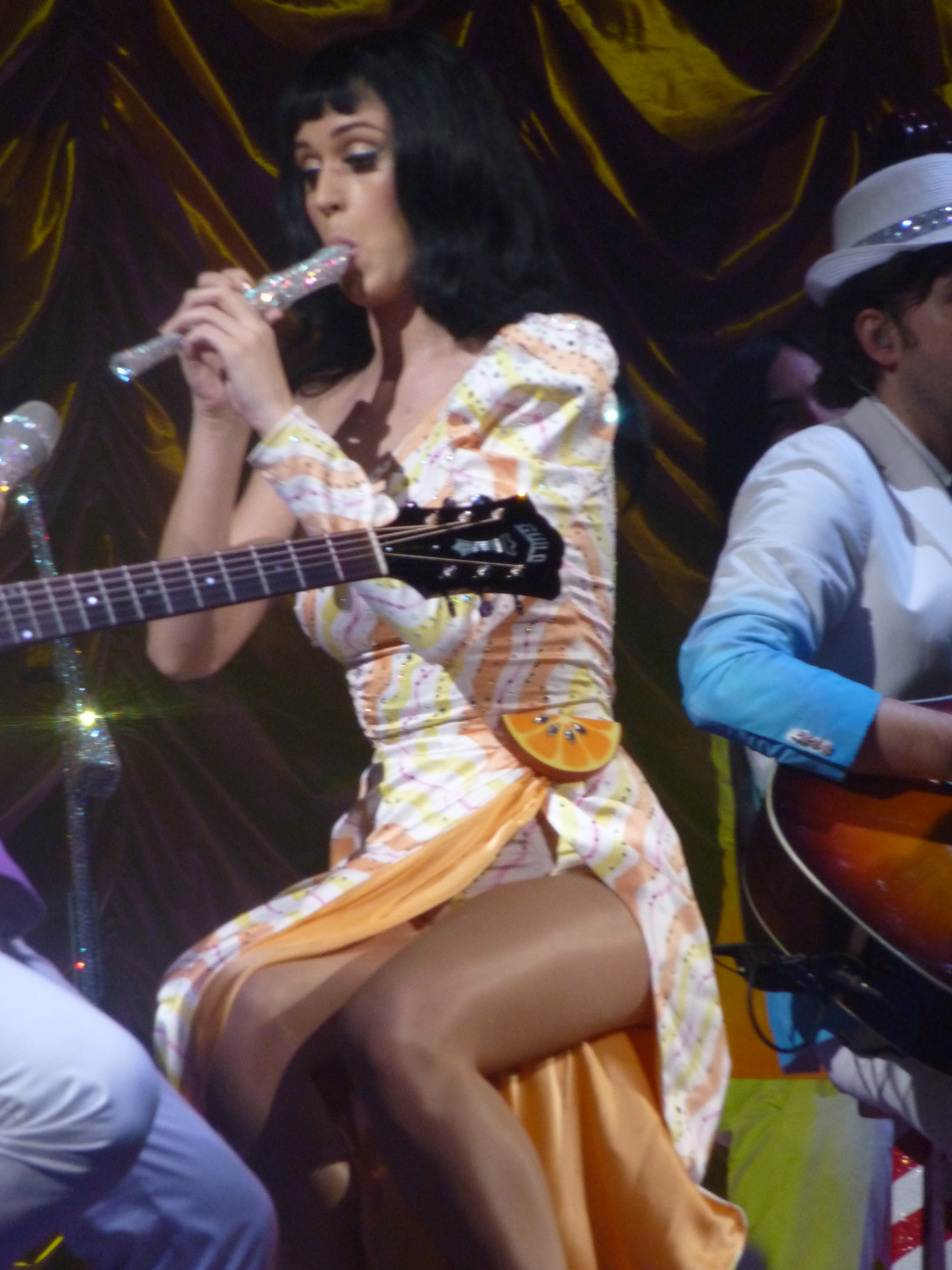
2011年

### テレビ
- ヤング・アンド・ザ・レストレス ep.8914（2008年） - 本人役
- アメリカン・アイドル
  - シーズン9 ep.5（2010年） - ゲスト審査員
  - シーズン16 - （2018年 - ） - 審査員
- Xファクター シリーズ6 ep.2（2010年） - ゲスト審査員
- ザ・シンプソンズ シーズン22「The Fight Before Christmas」（2010年）
- ママと恋に落ちるまで シーズン6「Oh Honey」（2011年）
- シングルパパの育児奮闘記（英語版） シーズン2「Single White Female Role Model」（2012年） - リッキー・ハーグローブ 役
- アメリカン・ハウスワイフ（英語版） シーズン3「American Idol」（2019年） - 本人役
- ザ・ルーキー 40歳の新米ポリス!? シーズン2「眠れない夜」（2020年） - 本人役

### 映画
- スマーフ The Smurfs （2011年） - スマーフェット 役（声の出演）
- ケイティ・ペリーのパート・オブ・ミー（英語版） Katy Perry: Part of Me 3D （2013年） 兼製作
- スマーフ2 アイドル救出大作戦! The Smurfs 2 （2013年） - スマーフェット 役（声の出演）
- ズーランダー NO.2 ZOOLANDER NO. 2 （2016年） - 本人役
- 俺たちポップスター（英語版） Popstar: Never Stop Never Stopping （2016年） - ケイティ 役

### CM
- ガシー・レンカー・ジャパン「プロアクティブ」（2010年）
- ランドリン「豪邸篇」「ピアノ篇」（2017年） ※CMソングとして「アクト・マイ・エイジ」を起用
- NTTドコモ「irumo」（2023年） ※CMソングとして「ファイアーワーク」を起用

## 来日公演

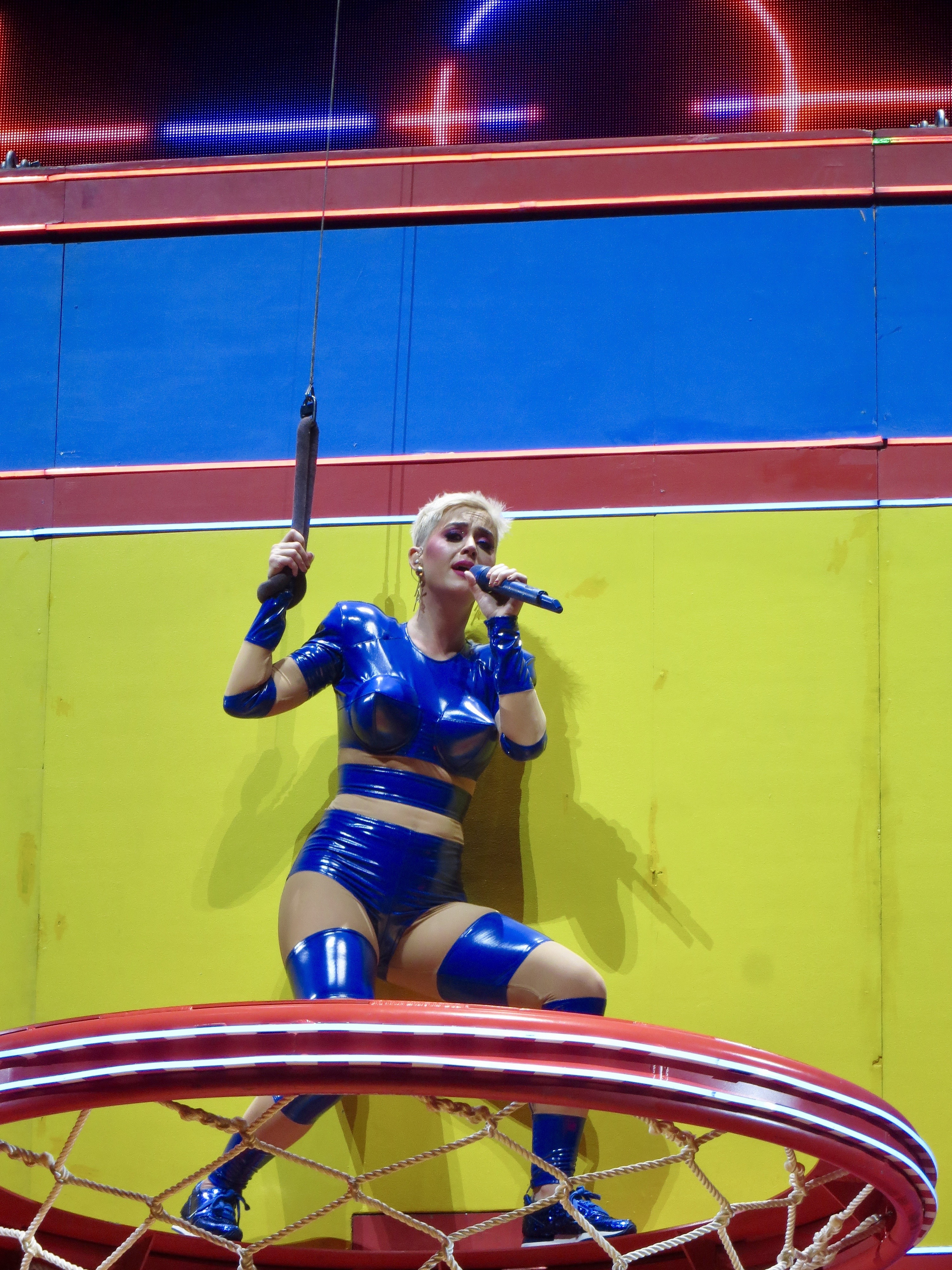
2018年

- California Dreams TOUR 2011
  - 2011年5月22日、ZEPP NAGOYA
  - 2011年5月23日、STUDIO COAST
  - 2011年5月24日、STUDIO COAST
  - 2011年5月26日、ZEPP OSAKA
- U-EXPRESS 2014
  - 2014年3月2日、さいたまスーパーアリーナ
- THE PRISMATIC WORLD TOUR 2015
  - 2015年4月25日、東京体育館
  - 2015年4月26日、東京体育館
- WITNESS THE TOUR 2018
  - 2018年3月27日、さいたまスーパーアリーナ
  - 2018年3月28日、さいたまスーパーアリーナ